# Alerting
Vous pouvez aider à l'améliorer ou bien discuter des problèmes sur sa page de discussion.
- Il ne s’appuie pas, ou pas assez, sur des sources secondaires ou tertiaires. (Marqué depuis juin 2020)

- Archive Wikiwix
- Bing
- Cairn
- DuckDuckGo
- E. Universalis
- Gallica
- Google
- G. Books
- G. News
- G. Scholar
- Persée
- Qwant
- (zh) Baidu
- (ru) Yandex
- (wd) trouver des œuvres sur Wikidata

 (juin 2020).
- Si vous ne connaissez pas le sujet, laissez ce bandeau (vous pouvez alors contacter les auteurs).
- Si vous supprimez le contenu mis en cause (vous pouvez préalablement contacter les auteurs),

argumentez précisément cette suppression dans la page de discussion
(un manque de référence n'est pas un argument ; une recherche réelle de référence doit avoir été effectuée, être formellement documentée).

En informatique, le terme alerting ou alertage est utilisé pour prévenir les administrateurs d'un système en cas de défaillance : c'est la même logique qui est appliquée au champ de la veille, à l'exception près que le paramétrage d'une alerte dépasse l'identification de problèmes pour couvrir également la détection d'opportunités. 
Dans le jargon de la veille, notamment e-réputation, et de la surveillance des médias sociaux, le faux anglicisme « alerting » représente le mécanisme d'alerte mis en place pour surveiller en continu les retombées liées à un objet identifié. Par la suite, ce mot a pu définir d'autres champs de la veille en continu, tels que la veille stratégique, l'intelligence économique ou la veille concurrentielle[réf. souhaitée]. 

## Historique

### Les origines
L’alerting a été rendu possible par le développement technique des moyens de suivi des conversations en ligne. Si les moteurs de recherche et métamoteurs ont pu, au début du web, recenser l'ensemble des résultats, leur hiérarchisation, leur inscription dans le temps et leur tri par date a pu permettre de retrouver plus facilement les informations. Plus tard, avec l'avènement de l'actualité en ligne, des blogs puis des réseaux sociaux, l'émergence du web social ou web 2.0 tel qu'on l'appelait alors, le besoin d'identifier ce qui relevait d'une conversation, quand et dans quel contexte est devenu beaucoup plus prégnant.

### L'émergence des systèmes d'alerte
Avec l'avènement du RSS, tout d'abord, puis des possibilités d'alertes telles que Google Alerts, le procédé devient naturellement un atout dans la collecte d'informations en temps réel et l'automatisation des tâches, rendant les outils de surveillance manuelle de modification de pages et le rafraîchissement en continu des recherches Google obsolète car bien trop chronophage.  

### L'ère de la professionnalisation
Constitués en outils de veille stratégique, de social listening ou autres spécialisations, les plateformes techniques de veille vont apporter aux veilleurs et analystes de nombreux paramètres supplémentaires d'étude et de mesure des résultats en ligne, tout en leur garantissant un système de notification dès lors qu'un comportement en ligne (hausse soudaine des mentions, détection d'un mot-clé précis, prise de parole d'un influenceur ou d'un type de compte particulier, etc.) justifierait une alerte automatique. 
Avec le tournant de la crise sanitaire de mars 2020 en France, liée au Covid-19, et l'accélération de la transition numérique couplée au boom des conversations en ligne, le besoin de visibilité en e-réputation et en intelligence économique s'est considérablement accru, le temps passé sur Internet ayant augmenté drastiquement par rapport aux mêmes périodes les années précédentes.

## Formes principales de l'alerting

### Alertinge-réputation
L'alerting e-réputation, très explicitement, permet d'être informé en cas de résultat relatif à la réputation en ligne de l'objet ou du sujet étudié (entreprise, marque, service, produit, institution, personne...). L'alerte peut être donnée automatiquement, par un outil paramétré en conséquence, ou par un chargé de veille après contextualisation. Il s'agit d'une composante essentielle de l'e-réputation, permettant un suivi au jour le jour et une réactivité maximale. 

### Alertingsur concurrents
De la surveillance de tous les faits et gestes de concurrents identifiés à la détection d'annonces précises ou de mentions des activités d'une entreprise par ses principaux rivaux, un alerting concurrentiel bien établi informe des informations souhaitées au moment voulu.

### Opportunités commerciales
En intelligence économique notamment, l'alerte sur des opportunités économiques et commerciales telles que l'ouverture de consultations, de marchés et d'appels d'offres donne un avantage considérable en préparation à l'entreprise s'en saisissant. En France, la plateforme de centralisation des marchés publics BOAMP propose un système de réception d'alertes selon les critères déterminés.